# دان تروي
دان تروي (بالإنجليزية: Dan Troy)‏ هو سياسي أمريكي، ولد في 6 يونيو 1948. حزبياً، نشط في الحزب الديمقراطي. وقد انتخب عضو مجلس نواب أوهايو.